# 본류

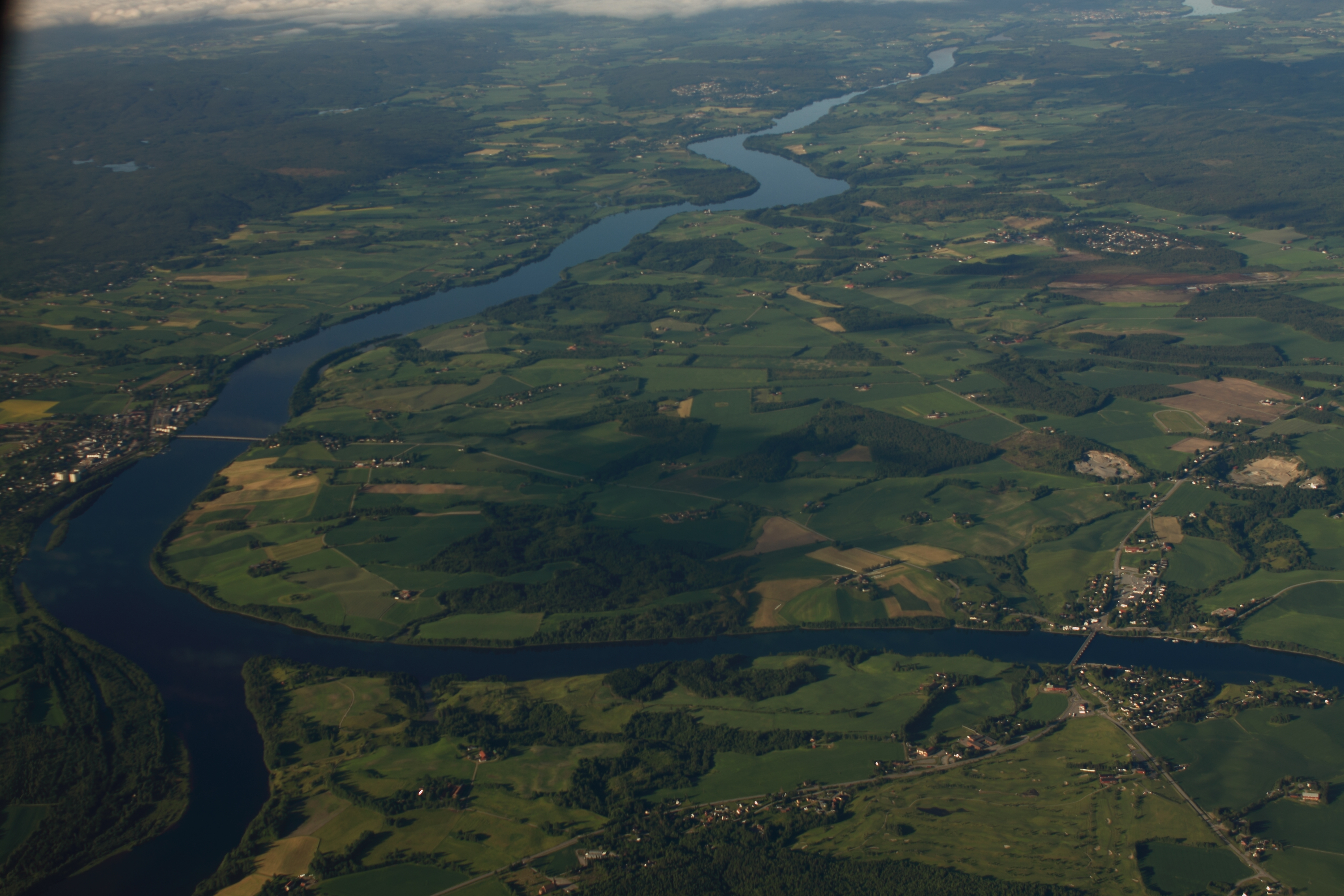
보르마의 지류인 글로마강이 본류인 보르마와 합류하는 지역 (노르웨이)

본류(本流)는 강이나 하천의 물이 흘러 내려가는 원줄기로 강의 주류(主流)이다.
본류의 반대말은 지류(支流)인데, 이는 다른 강이나 개울에 합류하면서도 바다로 직접적으로 흐르지 않는 물줄기를 가린다.
위와 같은 지류의 정의 때문에 바다로 흘러 들어가지 않는 모든 강과 하천은 지류로 볼 수 있어 본류의 상류인 평강천과 같은 하천은 본류이자 지류라고 할 수 있다.

## 같이 보기
- 지류